# Torre de les Hores (Martorell)
|  | No s'ha de confondre amb la Torre de les Hores o el Seny de les Hores, la torre medieval.. |

La Torre de les Hores és un edifici de planta rectangular, a quatre vents, i envoltat de jardí, ubicat a la vila de Martorell (Baix Llobregat). Al marge de constituir un exemple típic de mansió o torre senyorial catalana de finals del segle xix, és coneguda perquè fou la residència del filòsof i escriptor Francesc Pujols i Morgades (Barcelona 1882-Martorell 1962).

## Descripció
La torre és un edifici de planta rectangular amb teulada a quatre aigües envoltat de jardí. Està dividida en planta baixa, pis i golfes i culmina amb una torreta mirador des de la qual es pot contemplar el massís de Montserrat. La façana, a més de l'escut de la vila de Martorell, conté esgrafiats de tipus neoclàssic.
La planta baixa conserva alguns dels records del filòsof martorellenc. Cal assenyalar la biblioteca que es conserva gairebé íntegra i que custodia el llegat pujolsià comprès per llibres, correspondència, revistes d'època, fotografies, manuscrits, entre d'altres. Destaca, tanmateix, el notable conjunt d'aquarel·les, olis, gravats i dibuixos d'artistes contemporanis de Francesc Pujols: Salvador Dalí, Feliu Elias, Josep Aragay, Ricard Canals, Francesc Vayreda, entre d'altres. També es conserven algunes peces del mobiliari original.

## Història
La Torre de les Hores la va fer construir el pare de Francesc Pujols, Isidre Pujols Bofill, entre 1888-1890, en una finca que havia heretat, conjuntament a altres propietats, del procurador Francesc Canals (segons Pujols: «el procurador més important de la Barcelona de l'època») del qual en fou escrivent i home de confiança. Inicialment fou concebuda com a torre d'estiueig de la família Pujols.
Quan la Torre es va acabar Pujols comptava amb vuit anys i ho recorda amb les següents paraules: 
| «                  | Puc dir que fins a l'any 1890,és a dir, quan jo en tenia vuit, no hi hagué en la meva vida un esdeveniment important, un raig de llum que no s'havia d'apagar més. Aquell any, el meu pare va fer construir, a Martorell, la Torre de les Hores. (...) aquella Torre (...) va ser el desideràtum de la meva infantesa. Jo, fill de la ciutat, sentia la necessitat d'allunyar-me'n i, cada any, quan venia el bon temps i, amb el bon temps, la il·lusió d'anar a Martorell, la vida s'obria al meu davant. Cada any també, quan s'aprovava l'hora de retornar a Barcelona, la vida se'm tancava i mai no vaig deixar aquelles parets clares, aquelles cambres esbatanades, aquells camps i aquells rius (el Llobregat i l'Anoia, que s'ajunten poc abans d'arribar al Pont del Diable) sense sentir una tristesa prenyada de llàgrimes | » |
| — Francesc Pujols. | |   |

No fou fins a l'any 1926, quan Pujols comptava amb quaranta-quatre anys, quan deixa de viure a Barcelona per establir-se de forma definitiva amb la seva família a la Torre de les Hores “per tal no solament de convertir en realitat l'ideal de poder passar tot l'any l'estiu a fora, sinó d'escriure l'obra que portava a les entranyes del meu pensament”.
L'any 1939 Pujols s'exilia a França. Durant la Guerra Civil la torre fou saquejada i moltes de les seves obres destruïdes.
El 1942 hi retorna després de l'exili i hi viu permanentment fins a la seva mort el 1962.
Des del 1992 és la seu de la Fundació Francesc Pujols i Morgades, entitat privada, sense ànim de lucre, els objectius de la qual són la divulgació de la figura i obra de Pujols.

## Visitants il·lustres

### Josep Pla
L'any 1930 Josep Pla fa estada a Martorell per escriure El sistema de Francesc Pujols. Manual d'Hiparxiologia, recull de la filosofia pujolsiana. Durant un temps Pla visità cada dia a Pujols a la Torre de les Hores. Més tard, ho recordaria així: “El menjador tenia una llum agradable: era una mica penombrós, tot i donar al jardí posterior de la Torre de les Hores. Més enllà del jardí es veien els teulats de les cases. A les parets hi havia el retrat de Pujols per Canals i diverses pintures de Josep Aragai, de gust italià i de color torrat. (...)Durant aquells dies passàrem moltes hores al salonet de la Torre de les Hores. M'anava dictant el llibre, de raig, i jo emplenava les quartilles. En aquella casa, s'hi estava bé. Tot i estar lligada amb el poble i posada davant una carretera de tant de trànsit, era isolada i tranquil·la".

### Salvador Dalí
L'any 1956 Dalí visita Pujols a la Torre de les Hores acompanyat de Gala, d'en Gonçal Serraclara i d'en J. Pal-Latorre. Dalí sempre va manifestar la seva admiració per Pujols, de qui deia “era, és i serà l'emperador Trajà de la filosofia”, motiu pel qual va fer construir un monument dedicat al filòsof a l'entrada del Teatre-Museu Dalí de Figueres amb la següent inscripció pujolsiana: "El pensament català rebrota sempre i sobreviu als seus il·lusos enterradors"

### Artur Bladé Desumvila
L'any 1956 Artur Bladé visita Pujols a la Torre de les Hores. Repeteix l'any 1961. Ho recorda així: “De sobte, em vaig trobar davant la Torre de les Hores. No hi ha res que ho indiqui, ni tan sols, a primer cop d'ull, des del carrer-carretera es veu una torre, però la meva mirada s'adonà d'un senyal inconfusible i, com aquell qui diu, familiar: a la part de dalt d'una porta de ferro –porta de jardí, amb brèndoles- apareixia el signe pujolsià, al·legoria pantològica a plena llum, l'escala de cinc graons (forjada segurament pel ferrer de Martorell) encerclada i simbolitzadora de l'ascenció de l'esperit des de la seva primera manifestació vegetal fins a la vida angèlica”.

### Altres
Van visitar Pujols a la Torre de les Hores altres intel·lectuals i figures representatives del món de la literatura i de l'art de la seva època com: Eugeni d'Ors, Joan Alavedra, Josep Pijoan, Josep M. de Sagarra, etc.

## Curiositats/Anècdotes
Al voltant de Francesc Pujols i la Torre de les Hores giren moltes curiositats i anècdotes. D'aquestes darreres Isidre Clopas i Batlle, cronista de Martorell i amic de Pujols, en va escriure un llibre recopilatori l'any 1953: Anecdotologi de Francesc Pujols.

### El nom de la Torre de les Hores
Per contra del que es creu, el nom de la Torre de les Hores no va ser una invenció de Pujols. Aquest nom li va posar la gent del poble de Martorell per trobar-se just davant l'edifici on hi havia el rellotge municipal.

### Les mosques i la Torre de les Hores
Francesc Pujols fou un dels primers a introduir l'ús de les pales matamosques a Martorell. La Sra. Gausa, propietària de la casa veïna de la Torre de les Hores, en veure que a la torre de Pujols no hi havia mosques li va preguntar com s'ho feia. Pujols, molt solemnement, li va respondre: 
"-Senyora: a vosté ja l'hi podem dir: les matem.

### El gos de la Torre de les Hores
Preguntaven a Pujols perquè en el silenci de la Torre de les Hores hi havia un gos tan lladrador com la coneguda "Mona" que escandalitzava a tot el barri, a la qual cosa Pujols va respondre: 
"-Perquè una casa sense gos és un cos sense ànima. I en canvi, tenir-lo en un pis, és una ànima sense cos".

### Una torre bessona a Martorell
No gaire lluny de la Torre de les Hores, just a l'entrada de la població de Martorell, hi ha un edifici gairebé idèntic a la Torre de les Hores: la Torre d'en Malla. Aquest edifici, construït deu anys més tard, el 1898, és de característiques molt similars a la veïna Torre de les Hores.